# Scharlakanspiplärka
Scharlakanspiplärka (Macronyx ameliae) är en afrikansk fågel i familjen ärlor inom ordningen tättingar.

## Utseende och läte
Scharlakanspiplärka är en 19-20 cm lång fågel med gråbrun, fjällig ovansida. Hanen har rosa strupe och bröst, under häckningstid även ett svart band över bröstet som hanen utanförhäckningstid och honan saknar. Ungfågeln har huvudsakligen svartstreckad brun undersida med inslag av rödrosa centralt. Lätet är ett piplärkelikt "chiteet".

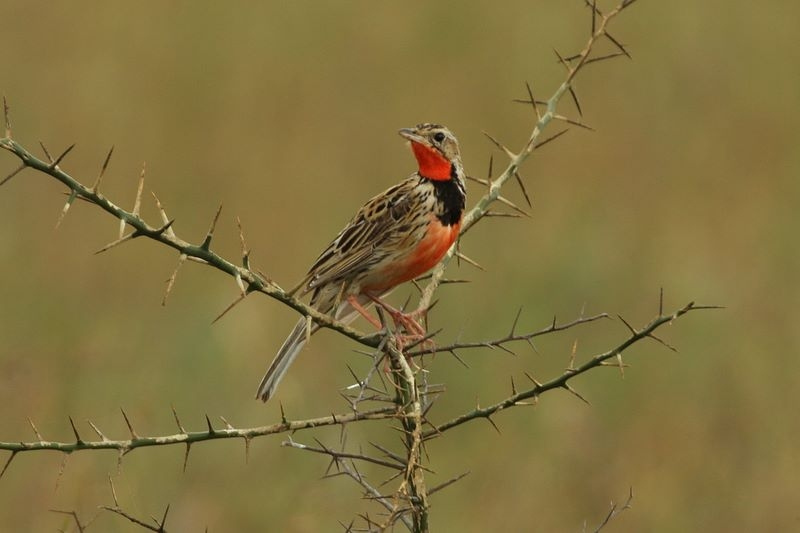

## Utbredning och systematik
Scharlakanspiplärka delas in i tre underarter med följande utbredning:
- Macronyx ameliae wintoni – förekommer i centrala och sydvästra Kenya och norra Tanzania
- Macronyx ameliae altanus – förekommer i öster och södra Angola, sydvästra Tanzania, norra Botswana och nordvästra Moçambique
- Macronyx ameliae ameliae – förekommer i kustvattnen vid södra Moçambique och nordöstra Sydafrika

Förekomsten är mer fläckvis i söder, där den är begränsad till Okavangodeltat, Linyantiträsken och Chobeslätterna i Botswana och Namibia, högslätterna i Zimbabwe samt kustnära områden i Kwazulu-Natal.

## Levnadssätt
Scharlakanspiplärka hittas i fuktiga gräsmarker och flodslätter, ofta med kortare gräs. Den häckar under regnsäsongen från september till april.

## Status och hot
Arten har ett stort utbredningsområde och en stor population, men tros minska i antal till följd av habitatförstörelse, dock inte tillräckligt kraftigt för att den ska betraktas som hotad. Internationella naturvårdsunionen IUCN kategoriserar därför arten som livskraftig (LC). Världspopulationen har inte uppskattats men den beskrivs som lokalt vanlig till ovanlig.

## Namn
Arten kallades tidigare rödstrupig sporrpiplärka, men namnet justerades 2022 av BirdLife Sveriges taxonomikommitté med motiveringen: "Genetiska studier har visat att sporrpiplärkor inte är en monofyletisk grupp, arterna har heller inte någon egentlig sporre."
Det är oklart vem det vetenskapliga artnamnet ameliae syftar på. Fransmannen Léonce Marquis de Tarragon som beskrev arten 1845 tillägnade den antingen sin mamma Amélie Louise Virginie Goislard de Villebresme Marquise de Tarragon eller sin fru Louise-Amélie de Turenne Marquise de Tarragon.